# (34676) 2000 YF126
2000 واي أف 126 (ويعرف أيضًا باسم (34676) 2000 واي أف 126 وفق تسمية الكوكب الصغير) (بالإنجليزية: 2000 YF126)‏ هو كويكب ضمن حزام الكويكبات؛ وترتيبه 34676 من حيث الاكتشاف.
اكتُشف هذا الجُرم الفلكي بواسطة تعقب الأجرام القريبة من الأرض في 29 ديسمبر 2000.

## وصلات خارجية
- (34676) 2000 YF126 في قاعدة بيانات مختبر الدفع النفاث لأجرام النظام الشمسي الصغيرة

- الاكتشاف · مخطط المدار ·  العناصر المدارية · المعلمات المادية

- (34676) 2000 YF126 على موقع ويكي سكاي: DSS2, SDSS, GALEX, IRAS, Hydrogen α, X-Ray, Astrophoto, Sky Map, Articles and images